# Badogo
Ne doit pas être confondu avec Bendogo.
Badogo est une commune rurale située dans le département de Bokin de la province du Passoré dans la région Nord au Burkina Faso.

## Géographie
Badogo est situé à environ 8 km au nord-est du centre de Bokin, le chef-lieu du département, à 2,5 km à l'est de Téma et à environ 45 km à l'est de Yako. Le village se trouve sur la rive droite du fleuve Nakembé.

## Santé et éducation
Le centre de soins le plus proche de Badogo est le centre de santé et de promotion sociale (CSPS) de Téma tandis que le centre médical avec antenne chirurgicale (CMA) de la province se trouve à Yako.